# Овсепян, Левон Андраникович
Лево́н Андраникович Овсепян (23 февраля 1942, Ереван — 16 февраля 2018, Лос-Анджелес, Калифорния) — советский футболист, полузащитник.
Всю карьеру провёл в клубе «Спартак»/«Арарат» Ереван в 1961—1971 годах. В первой группе класса «А» (1961—1963, 1966—1971) провёл 152 игры, забил один гол, во второй группе класса «А» (1964—1965) — 62 игры.
Скончался в 2018 году в Лос-Анджелесе, США.